# 李珪 (陈王)
李珪（725年—784年），原名李涣。唐玄宗李隆基第二十五子。

## 母
王美人，为四品美人，玄宗的才人还有张美人（张七娘）、鍾美人（济王李環母）、盧美人（信王李瑝母）、杜美人（萬春公主母）。

## 生平
开元二十三年（725年）出生，同年七月封陈王。二十四年（726年）三月，改名李珪。天宝四年（745年），纳韦氏为王妃。韋繩曾任陈王傅。李珪子女二十一人，封为王者三人，李伦王安南郡王；李佗临淮郡王、太常卿同正员；李佼为安阳郡王、殿中监同正员。兴元元年（784年），李珪去世，享年六十岁。

## 延伸阅读
[在维基数据编辑]
 《舊唐書·卷107》，出自刘昫《舊唐書》
 《新唐書·卷082》，出自《新唐書》